# Nebelung (glasbena skupina)
Nebelung je nemška neofolk glasbena skupina ustanovljena leta 2004 v Bonnu. Skupino sestavljajo Stefan Otto, Thomas List in Katharina Hoffmann.

## Diskografija

### Albumi
- 2005: Mistelteinn
- 2008: Vigil
- 2014: Palingenesis

### Singli
- 2006: Reigen

### Sodelovanje z drugimi skupinami
- 2008: Ausklang (Landscape I: The Forest)
- 2009: Reigen (Death Aesthetics)
- 2010: Ich würd es hören (Whom The Moon A Nightsong Sings)
- 2010: Graue Nacht (Der Wanderer über Dem Nebelmeer)